# آب‌انبار حوض گور
آب‌انبار حوض گور مربوط به دوره قاجار است و در اردکان، محدوده رباط گور واقع شده و این اثر در تاریخ ۲۶ اسفند ۱۳۸۶ با شمارهٔ ثبت ۲۲۱۱۹ به‌عنوان یکی از آثار ملی ایران به ثبت رسیده است.